# Pelteobagrus nitidus
Pelteobagrus nitidus és una espècie de peix de la família dels bàgrids i de l'ordre dels siluriformes.

## Distribució geogràfica
Es troba a la Xina i a Corea del Sud.